# Philippe de Luxembourg
Philippe de Luxembourg (ur. w 1445 we Francji, zm. 2 czerwca 1519 w Le Mans) – francuski kardynał.

## Życiorys
Urodził się w 1445 roku we Francji, jako syn Thibaulta de Luxembourga i Philippe de Melun. 4 listopada 1476 roku został mianowany biskupem Le Mans. Urząd ten sprawował do 1507 roku, kiedy to zrezygnował na rzecz swojego siostrzeńca, François. Po dwóch latach ponownie objął diecezję i zarządzał nią dożywotnio. 21 stycznia 1495 roku został kreowany kardynałem prezbiterem i otrzymał kościół tytularny SS. Marcellino e Pietro. Na wniosek Karola VIII, w 1496 roku został mianowany biskupem Thérouanne, co papież potwierdził dopiero dwa lata później, będąc zaniepokojonym kumulacją diecezji. Kardynał był legatem a latere podczas procesu o unieważnienie małżeństwa Ludwika XII i Joanny de Valois. 3 czerwca 1509 roku został podniesiony do rangi kardynała biskupa i otrzymał diecezję suburbikarną Albano. W latach 1509–1511 był biskupem Saint-Pons-de-Thomières, a w okresie 1516–1518 – biskupem Arras. Nie brał udziału w soborze pizańskim, ani w żadnym konklawe. W 1516 roku został legatem we Francji, a po przybyciu do Paryża zwrócił się z prośbą o uchylenie sankcji pragmatycznej, a także koronował Klaudię Walezjuszkę. Zmarł 2 czerwca 1519 roku w Le Mans.